# Adrian Leijer
Adrian Leijer (Dubbo, 25 marzo 1986) è un ex calciatore australiano, di ruolo difensore.